# Cycas petrae
Cycas petrae A.Lindstr. & K.D. Hill, 2002 è una pianta appartenente alla famiglia delle Cycadaceae, endemica della Thailandia.

## Descrizione
È una cicade con fusto arborescente, alto sino a 6 m e con diametro di 15-20 cm.
Le foglie, pennate, lunghe 140-230 cm, sono disposte a corona all'apice del fusto e sono rette da un picciolo lungo 25-40 cm; ogni foglia è composta da 140-230 paia di foglioline lanceolate, con margine intero, lunghe mediamente 23-29 cm, di colore verde chiaro, inserite sul rachide con un angolo di 50-70°.
È una specie dioica con esemplari maschili che presentano microsporofilli disposti a formare strobili terminali di forma ovoidale o strettamente ovoidale, lunghi 30-40 cm e larghi 14-18 cm ed esemplari femminili con macrosporofilli che si trovano in gran numero nella parte sommitale del fusto, con l'aspetto di foglie pennate che racchiudono gli ovuli, in numero di 2-6.  
I semi sono grossolanamente ovoidali, ricoperti da un tegumento di colore giallo.

## Distribuzione e habitat
È diffusa limitatamente lungo una fascia di montagne calcaree che fiancheggia ad est il Massiccio Phu Kra Dung.

Prospera su affioramenti calcarei molto ripidi senza copertura di alcun terriccio; l'epiteto specifico petrae fa riferimento appunto all'habitat roccioso della specie.

## Conservazione
La IUCN Red List classifica C. petrae come specie prossima alla minaccia (Near Threatened).

La specie è inserita nella Appendice II della Convention on International Trade of Endangered Species (CITES).